# Баулин, Леонид Николаевич
Леонид Николаевич Баулин (25 мая 1945 — 2 июня 2002) — художник, член Союза художников Латвии, проживал в городе Даугавпилс, Латвия.

## Биография
Родился в семье учителей 25 мая 1945 года в городе Череповце Вологодской области РСФСР.
В 1951 году семья Баулиных переехала в Даугавпилс.
В 1959—1962 годах учился в Горьковском художественном училище. В 1968 году поступил на педагогическое отделение Латвийской Академии художеств, в 1973 году окончил педагогическое и сценографическое отделения ЛАХ.
С 1973 по 1995 годы работал над декорациями для Даугавпилсской городской театральной студии (позже Городского Народного театра), над оформлением интерьеров общественных зданий, занимался монументальной живописью.
В 1976 году принят в объединение Молодых художников Союза художников ЛССР, с 1982 года — член Союза художников Латвии. В 1985—1987 годах работал преподавателем в Даугавпилсской детской художественной школе. В 1993—1997 годах руководил отделением декоративного оформления в Даугавпилсском художественном колледже «Saules skola». C 1996 — член Ассоциации художников Даугавпилсского региона.
Скончался 2 июня 2002 года.

## Творческий путь
С 1972 года — постоянный участник выставок художников Даугавпилса. С 1973 года участник республиканских выставок изобразительного искусства. В 1982—2000 годах участвовал в выставках изобразительного искусства в Литве, в 1999 — в Рибниц-Дамгартен (Германия), в 2000 — в Витебске (Республика Беларусь).
Персональные выставки:
- 1992 — Зал искусств города Трондхейм (Норвегия)
- 1994 — Дом культуры города Краслава (Латвия)
- 1995 — Даугавпилсский краеведческий и художественный музей
- 1996 — Даугавпилсский педагогический университет
- 1996 — Дом культуры города Краслава (Латвия)
- 1998 — Музей современного искусства города Радом (Польша)
- 1998 — Даугавпилсский педагогический университет
- Выставка рисунков в доме Яниса Райниса в Биркинели 2002 год[2]
- 2002 — Даугавпилсский Русский культурный центр (Дом Каллистратова)

Посмертные выставки:
- Выставка Л.Баулина в Даугавпилсском краеведческом и художественном музее 2003 год[3]
- Выставка даугавпилсских художников в Доме Москвы (Рига)[4]
- Выставка в Государственном Художественном музее (Рига) 2005 год
- Фотовыставка Л.Баулина в Центре польской культуры (Даугавпилс) 2006 год[5]
- Выставка в отеле Латгола (Даугавпилс) 2006 год[6]

## Работы
Работы мастера хранятся в Латвийском художественном музее, Даугавпилсском краеведческом и художественном музее, в личных коллекциях в Австрии, Латвии, Норвегии, Польши, России. В 2005 году в Даугавпилсском краеведческом и художественном музее открылась постоянная экспозиция картин Леонида Баулина.

## Оценки
Старшее поколение в ассоциации [художников Даугавпилсского региона] представляет художник Леонид Баулин, которого Даугавпилс знает с 1972 года, как тонкого колориста. Ему важно не только то, что изображено, а главное — как. Для его творчества характерны разнообразие стилей — начиная от реализма и заканчивая кубизмом. Он часто использует гротеск, деформацию, экспрессию формы.— В. Лиепа, доктор педагогики, доцент, искусствовед ДУ.
Леонид Баулин в топе художников города.